# Benedykt Chmielowski
Benedykt Joachim Chmielowski (* 20. März 1700 in Łuck; † 7. April 1763 in Firlejów bei Rohatyn) war ein polnischer Priester und Verfasser der ersten polnischsprachigen Enzyklopädie.

## Leben
Chmielowski besuchte das Jesuitenkolleg und das Kathedralenseminar in Lemberg. Er unterrichtete dann in verschiedenen Schulen dieser Stadt, und unter seinen Schülern war Dymitr Jabłonowski, ein Angehöriger des polnischen Hochadelsgeschlechts der Jabłonowskis. Durch diese Verbindung erhielt er als Priester die Stelle in der Gemeinde Firlejów und wurde in der Folge Hausprälat des Erzbischofs Mikołaj Gerard Wyżycki von Lemberg, Dekan in Rohatyn und Kanonikus in Kiew.
Nachdem Chmielowski zunächst Gebetbücher, Hagiographien und Predigten veröffentlicht hatte, verfasste er das Kompendium Nowe Ateny albo Akademia wszelkiej sciencji pełna, na różne tytuły jak na classes podzielona, mądrym dla memoriału, idiotom dla nauki, politykom dla praktyki, melancholikom dla rozrywki erygowana, das in zwei Bänden 1745–46 und in einer erweiterten vierbändigen Fassung 1754–56 in Lemberg erschien. Er trug in dem Werk Informationen aus den Gebieten der Theologie, Astronomie, Astrologie, Geographie, Geschichte, Politik, Mathematik, Zoologie, Botanik und Mineralogie zusammen, wobei er sich auf die Schriften von mehr als einhundert Autoren, insbesondere historische und geographische Werke von Marcin Bielski, Jan Długosz und Marcin Kromer bezog. Obwohl dem Autor Plagiate, Fehler und die Wiederholung veralteter Angaben vorgeworfen wurden, und das Werk bald durch neue Publikationen wie Zbiór potrzebniejszych wiadomości (1781–1783) von Ignacy Krasicki überholt war, bleibt Chmielowski doch das Verdienst, die erste polnischsprachige Enzyklopädie verfasst zu haben.
Er ist einer der Protagonisten des Romans "Die Jakobsbücher" (poln. "Księgi Jakubowe", Warschau 2014) von Olga Tokarczuk (Nobelpreis für Literatur 2018).